# Le Peyrat
Le Peyrat település Franciaországban, Ariège megyében. Lakosainak száma 496 fő (2022. január 1.). Le Peyrat La Bastide-sur-l’Hers, Léran, Lesparrou, Montbel és Sainte-Colombe-sur-l’Hers községekkel határos.

## Népesség
A település népességének változása:
| Lakosok száma | 373  | 410  | 401  | 478  | 482  | 480  | 473  | 465  | 476  | 496  |
|               | 1968 | 1982 | 1990 | 2006 | 2013 | 2015 | 2017 | 2019 | 2020 | 2022 |